# ميكيل باس
ميكيل باس (بالدنماركية: Mikkel Basse)‏ هو لاعب كرة قدم دنماركي في مركز الوسط، ولد في 31 أغسطس 1996 في الدنمارك في مملكة الدنمارك. لعب مع إف سي هيلسينجور.

## وصلات خارجية
- ميكيل باس على موقع قاعدة بيانات كرة القدم.إي يو (الإنجليزية)
- ميكيل باس على موقع Soccerway.com (الإنجليزية)
- ميكيل باس على موقع عالم كرة القدم.نت (الإنجليزية)